# Stadionul Olimpic din Amsterdam
Stadionul Olimpic (în neerlandeză Olympisch Stadion) este un stadion din Amsterdam, Olanda. El a fost construit special pentru Jocurile Olimpice de vară din 1928, și a fost inaugurat cu un meci de hochei de la Olimpiadă, pe 17 mai 1928.
Când a fost finalizat stadionul avea o capacitate de 31.600 de locuri. Ca urmare a construcției stadionului De Kuip a rivalei din Rotterdam în 1937, autoritățile din Amsterdam au mărit capacitatea stadionului olimpic până la 64.000 de locuri, adăugând al doilea nivel stadionului. AFC Ajax a utilizat Stadionul Olimpic pentru meciuri internationale până în 1996, când a fost terminată construcția lui Amsterdam Arena. În 1987 Olympisch Stadion a fost clasificat ca monument național. Renovarea a început în 1996, și stadionul a fost readus la starea sa originală din 1928, fiindu-i eliminat al doilea nivel, adăugat în 1937, reducând capacitatea la 22.288, iar stadionul a devenit compatibil din nou pentru competiții de atletism.
Începând cu 2005, stadionul este casa muzeului sporturilor, Olympic Experience Amsterdam. În prezent el nu mai este utilizat pentru meciuri de fotbal.